# حكم القانون

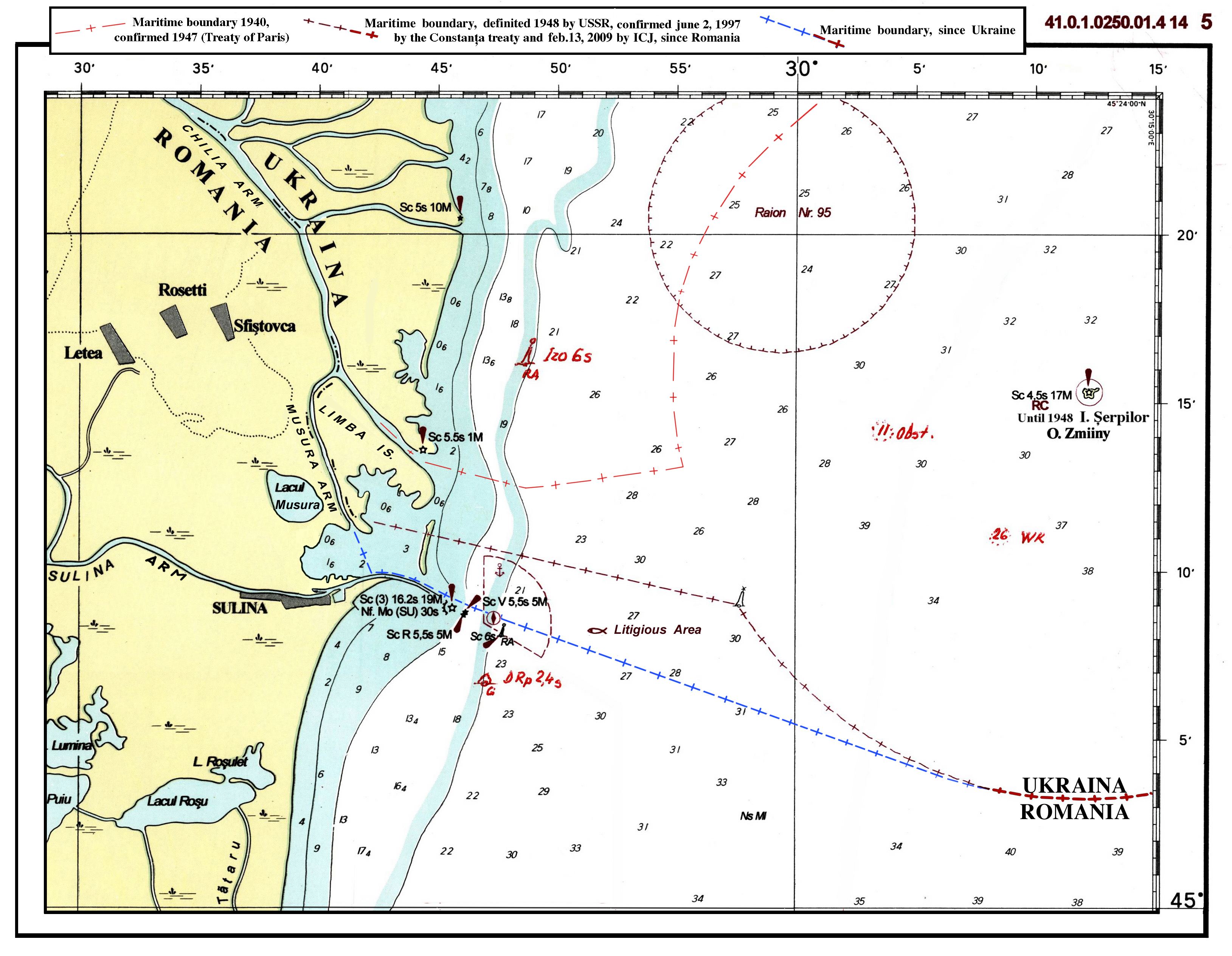

الحاصل بحكم القانون (باللاتينية: dē iūre؛ "في القانون"، باعتراف القانون، مشروعا) هو اعتراف حاسم وواضح وغير قابل للرجوع فيه، لذا ينتج كافة آثار الاعتراف، على عكس حكم الأمر الواقع، والذي هو اعتراف وقتي وغير واضح ويقبل الرجـوع فيه، لذا لا ينتج كافة الآثار، فإذا ما قامت دولة بالاعتراف بدولة أخرى اعترافًا واقعيًا، فهي تتصرف لمساعدة جماعة بصدد التحول إلى دولة، لم تستقر سلطتها بعد أو لم تحز شرط الفاعلية، ويتحول الاعتراف الواقعي، إما إلى اعتراف رسمي قانوني، إذا ما وصلت سلطة الدولة إلى مرحلة الاستقرار والفاعلية أو يصبح كأن لم يكن دون مسئولية على الدولة، إذا لم تتمكن الوحدة من حيازة الفاعلية والاستقرار نهائيًا، لذا بدأ الاعتراف بدول البلطيق واقعيًا عام 1918 ، وتحول إلى اعتراف قانوني عام 1922.

## نظريات التكييف للاعتراف القانوني
1- النظرية المنشئة: مفادها أن الاعتراف شرط من شروط قيام الدولة في النطاق القانوني الدولي، فلا تكتسب وحدة سياسية معينة وصف الشخصية القانونية الدولية إلا باعتراف الدول الأخرى والإقامة كمجرد حدث تاريخي لا يترتب عليه أي أثر قانوني من حيث التمتع بالحقوق والالتزام بالواجبات، فكان المجتمع الدولي بمثابة ناد مغلق في وجه الوحدة السياسية الجديدة إلى أن يعترف بها، فيسمح لها بالدخول فيه .
2- أما النظرية المقررة : فينكر أصحابها التفرقة التي تقول بها النظرية المنشئة بين توافر عناصر تكوين الدولة من جانب وقيام الشخصية الدولية التي تمارس بموجبها اختصاصاتها من جانب آخر، ويرون أن الوحدة السياسية الناشئة حين تسلم بوجودها كدولة تامة العناصر لابد وأن تكون شخصًا قانونيًا يمارس اختصاصاته في النطاق الدولي ويتمتع بعضويته في المجتمع الدولي .
3- النظرية الواقعية : وقد قامت هذه النظرية دليلاً على أن العمل الدولي لا يلتزم قيد النظريات السابقة بالمنطق القانوني البحت في كون الاعتراف منشئًا أو مقررًا للوحدة السياسية الناشئة، فمما لاشك فيه أن الاعتراف ينشئ للدولة الجديدة حقوقًا قانونية لم تكن موجودة قبل إعلانه، ولكن من ناحية أخرى نرى أن الدولة الجديدة كانت تتمتع ببعض الحقوق وتلتزم ببعض الواجبات قبل الاعتراف بهــا، فالاعتراف إذن له جانب منشئ وآخر مقرر، بمعنى أن له طبيعة قانونية مزدوجة، كذلك يجب أن لا نغفل الجانب السياسي للاعتراف بسبب عدم وجود سلطة عليــا ( انعدام مركزية السلطات ) في النظام القانوني الدولي، ومن ثم لابد من تكييف عملية الاعتراف بطريقة أكثر واقعيـة، حتى نأخذ في الاعتبار ما يجري عليه العمل الدولي على الوجه الذي قدم .